# Llengua administrativa
Una llengua administrativa és aquella que és adoptada com a única per a ser utilitzada en la comunicació d'una Institució o un Estat. El concepte de llengua administrativa està relacionat amb el concepte de llengua oficial, que seria aquella que tots els súbdits d'un Estat, per una legislació superior, tenen obligació de conèixer. Això significa que totes les llengües oficials són administratives, però no totes les administratives són oficials.
També es relaciona amb els conceptes de:
- Llengua diplomàtica (la usada en les relacions internacionals, com el van ser el caldeu, l'arameu, el grec i el llatí en l'antiguitat, el mateix llatí en l'edat mitjana occidental i en els primers temps de l'edat moderna; l'espanyol als segles xvi i xvii; el francès al segle xviii i XIX i l'anglès des de mitjan XX fins als nostres dies).
- Llengua de comunicació (la que utilitzen una sèrie de comunitats amb interessos comuns, encara que no totes elles la tinguin com vernacla; per exemple, l'espanyol a Amèrica, o l'ús de l'anglès en la comunitat científica).
- Llengua comercial (la que s'usa per establir i mantenir relacions comercials, com el xinès mandarí en el comerç oriental, o l'anglès al món econòmic actual; vegeu lingua franca).

Les primeres llengües administratives a Occident van ser el grec i el llatí: la seva aplicació va suposar la desaparició de la major part de les llengües preromanes occidentals i orientals durant l'Imperi. En l'edat mitjana, el llatí va ser substituït, a poc a poc, pels romanços i les llengües germàniques. La primera llengua moderna que pot ser considerada com a administrativa és el castellà, segons les ordenacions de mitjan segle xiii d'Alfons X el Savi, qui el va imposar en tota l'administració de la Corona de Castella. En el segle xiv, el castellà es va convertir en llengua administrativa a Aragó i Navarra, substituint al llatí i al navarrès-aragonès. A poc a poc, totes les Corts europees van ser assumint les seves llengües vernacles com a administratives, procés que va culminar a la fi del segle xv.
A partir de 1500, la tendència a la multiplicació de llengües administratives s'ha invertit, ja que impedia el bon govern dels Estats que es van aglutinar en aquesta època. Així, és Francesc I de França el primer monarca que va imposar una llengua sobre les altres que s'usaven en el seu regne: en 1501 va prohibir l'ús de qualsevol llengua que no fos el francès en la comunicació administrativa i en l'àmbit judicial. Aquest exemple es va seguir en els Estats italians (que van ser adoptant el toscà), en el Sacre Imperi Romanogermànic (on es va generalitzar l'alemany, arraconant variants germàniques, llengües eslaves i ugrofineses) i a Gran Bretanya (on es va prohibir l'ús administratiu de les llengües cèltiques), i, ja al segle xviii, a Espanya (on es va imposar l'ús administratiu del castellà a tots els territoris; vegeu Decrets de Nova Planta).